# Берег Ларса Крістенсена
Берег Ларса Крістенсена (англ. Lars Christensen Coast) — частина узбережжя Землі Мак-Робертсона в Східній Антарктиді, розташована між Берегом Моусона на заході і шельфовим льодовиком Еймері на сході.
Берег Ларса Крістенсена майже на всьому протязі являє собою край материкового льодовикового покриву, що прямовисно обривається у море Співдружності. Цей район був відкритий в 1930 - 1931 роках норвезькими китобоями і названий ними на честь власника китобійної флотилії Ларса Крістенсена.